# Schöneck (Hessen)
Schöneck település Németországban, Hessen tartományban. Lakosainak száma 12 095 fő (2023. december 31.).

## Népesség
A település népességének változása:
| Lakosok száma | 11 902 | 11 864 | 11 853 | 11 986 | 12 095 |
|               | 2017   | 2019   | 2021   | 2022   | 2023   |